# درزیکلا (سوادکوه)
درزیکلا (سوادکوه)، روستایی از توابع بخش شیرگاه شهرستان سوادکوه در استان مازندران ایران است.

## جمعیت
این روستا در دهستان لفور قرار دارد و براساس سرشماری مرکز آمار ایران در سال ۱۳۸۵، جمعیت آن ۱۶ نفر (۷خانوار) بوده‌است و به زبان مازندرانی صحبت میکنند.